# Octylisothiazolinon
Octylisothiazolinon gehört zur Verbindungsklasse der Isothiazolinone und ist ein weit verbreitetes Biozid.

## Eigenschaften

### Chemische Eigenschaften
Octylisothiazolinon kann in der Umwelt durch Hydrolyse, Photolyse, durch mikrobiellen Abbau oder durch Einwirkung nukleophiler Teilchen abgebaut werden.

## Verwendung
Octylisothiazolinon wird aufgrund seiner fungiziden Wirkung als Filmkonservierungsmittel zum Schutz eines Beschichtungsfilms, als Holzschutzmittel sowie in Kühlschmiermitteln, Dachfarben, Druckertinten und Textilien eingesetzt. Die Verwendung als Biozid ist in der EU derzeit befristet bis Ende 2027. Handelsnamen von Octylisothiazolinon enthaltenden Formulierungen sind beispielsweise RH-893, Kathon 893 oder Skane M8.

## Biologische Bedeutung
Da bei Hautkontakt eine Sensibilisierung möglich ist, müssen Produkte ab einer Konzentration von 500 ppm auf der Verpackung gekennzeichnet werden.